# Шорхэм (станция)
Шорхэм (англ. Shoreham) — станция на линии Порт-Джефферсон железной дороги Лонг-Айленда. В нынешний момент станция заброшена. Находится к востоку от пересечения Норт-Кантри-роуд и Рэндалл-роуд, вдоль здания доступа к линиям электропередачи Энергетического управления Лонг-Айленда.

## История
Станция Ворденклиф была построена в 1900 году в непосредственной близости от станции беспроводной передачи Николы Теслы, башни Ворденклиф. Строительство станции происходило во время расширения ветки Филлиала Порт-Джефферсона до Уодинг-Ривер, и когда-то имелись планы продлить ветку на восток и присоединить ее к Главной линии, либо до Риверхеда, либо до Калвертона. В 1910 году название станции было изменено на Шорхэм.
Линия к востоку от Порт-Джефферсона была заброшена в 1938 году, а сама станция снесена в 1950 году. Право проезда в настоящее время принадлежит Энергетическому управлению Лонг-Айленда и используется для линий электропередач, но есть планы создать железнодорожную тропу для ходьбы, бега и езды на велосипеде.